# Swiss Music Awards 2017
La 10ª edizione degli Swiss Music Awards si è tenuta il 10 febbraio 2017 a Zurigo, Svizzera. È stata trasmessa live su SRF zwei, su RSI LA2, sul canale romando Rouge TV e su One TV dall'Hallenstadion e il giorno dopo in replica sul canale ProSieben. È stata condotta da Alexandra Maurer e da Stefan Büsser.
I grandi mattatori della serata sono stati Trauffer, i Schluneggers Heimweh ed i Coldplay vincitori di 2 premi a testa. 
Gli artisti che si sono esibiti live sul palco sono stati: Damian Lynn, Lo & Leduc, Pegasus, Álvaro Soler, Mark Forster, Nemo, James Blunt e Züri West.

## Premi[1]
I vincitori della categoria sono evidenziati in grassetto.

### Miglior canzone nazionale (Best Song National)
- Monbijou - Manillio
- Thank You - DJ Antoine
- Angelina - Dabu Fantastic

### Miglior canzone internazionale (Best Song International)
- Faded - Alan Walker
- One Dance - Drake feat. Wizkid & Kyla
- Cheap Thrills - Sia feat. Sean Paul

### Miglior album nazionale (Best Album National)
- Kick im Augenblick - Beatrice Egli
- Heiterefahne - Trauffer
- Instinkt - Bligg

### Miglior album internazionale (Best Album International)
- A Head Full of Dreams - Coldplay
- Encore un soir - Céline Dion
- Blackstar - David Bowie

### Rivelazione nazionale (Best Breaking Act National)
- Schluneggers Heimweh
- Shakra
- Yello

### Rivelazione internazionale (Best Breaking Act International)
- Twenty One Pilots
- Charlie Puth
- Álvaro Soler

### Miglior talento (Best Talent)
- Veronica Fusaro
- Nemo
- Pablo Nouvelle

### Miglior performance live (Best Live Act)
- Hecht
- Faber
- Puts Marie

### Miglior interprete romando (Best Act Romandie)
- Mark Kelly
- Kadebostany
- Flexfab

### Miglior interprete internazionale (Best Act International)
- Coldplay
- Sia
- Drake

### Miglior interprete femminile (Best Female Solo Act)
- Anna Känzig
- Anna Rossinelli
- Beatrice Egli

### Miglior interprete maschile (Best Male Solo Act)
- Trauffer
- Manillio
- Bligg

### Miglior gruppo (Best Group)
- Shakra
- Yello
- Schluneggers Heimweh

### Jury Award (Outstanding Achievement Award)
- DJ Bobo

### Artist Award
- Seven

### Tribute Award
- Mani Matter